# Maurice Gendron : la métamorphose du violoncelle
Pour plus de détails, voir Fiche technique et Distribution.

Maurice Gendron : la métamorphose du violoncelle est un court-métrage français écrit, produit et réalisé en 1961 par Dominique Delouche, sorti en 1961.

## Synopsis
Documentaire sur le grand musicien français Maurice Gendron et son instrument d'élection , le violoncelle. Dominique Delouche explore toutes les facettes du violoncelle, de sa provenance  (plan d'un arbre qui s'abat), de ses différentes parties jusqu'à sa fabrication tout en s'efforçant de sonder le mystère de son âme. Car s'il y a du spirituel chez Haydn, Boccherini, Chopin ou Bach, il ne se dégage jamais mieux de l'instrument aux accents graves qu'entre les mains d'un interprète inspiré comme Gendron.

## Fiche technique
- Titre : Maurice Gendron : la métamorphose du violoncelle
- Scénariste, producteur et réalisateur : Dominique Delouche
- Assistant réalisateur : Jacques Marthelot
- Société de production : Les Films du Prieuré
- Société de distribution : Doriane Films (DVD) (bonus du film de Domonique Delouche "Irène Aïtoff, la grande demoiselle")
- Image : Sammy Brill
- Cameraman : Emmanuel Machuel
- Directeur musical et pianiste : Jean Françaix
- Musique : "Allegro moderato du Concerto pour violoncelle en ré majeur" de Joseph Haydn, "Presto de la Scuola di Celli" de Luigi Boccherini, adaptée par Jean Françaix, "Largo de la Sonate op. 65 en si bémol majeur" de Frédéric Chopin, et "Sarabande de la Suite N°5 en do mineur" de Johann Sebastian Bach, interprétés par Maurice Gendron au violoncelle et par l'orchestre des concerts Lamoureux, dirigés par Pablo Casals
- Montage : Maryse Barbut
- Maître luthier : Etienne Vatelot, assisté de Jacques Schmitt et Pierre Taconné
- Tournage : en mars 1961 à Paris (dont le domicile personnel de Dominique Delouche : maison où répète Maurice Gendron)
- Langue : français
- Laboratoire : CTM (Gennevilliers)
- Auditorium : Studio Marignan
- Réalisé avec la collaboration des disques Philips
- Visa d'exploitation en France N° 24921
- Pays :  France
- Genre : Documentaire
- Format : Noir et blanc - Négatif et Positif : 35 mm - Son : Mono
- Durée : 13 minutes 45 secondes
- Dates de sortie : 1960 / 1961 (Festival de Berlin) / reprise en 1963 dans le programme Intégrale Dominique Delouche / 1er novembre 2018 (DVD)

## Distribution
- Maurice Gendron : lui-même
- François-Eric Gendron : le petit garçon (non crédité)
- Etienne Vatelot : lui-même (non crédité)